# جاك كاتو
جاك كاتو (بالإنجليزية: Jack Cato)‏ هو مصور أسترالي، ولد في 4 أبريل 1889 في لاونسستون في أستراليا، وتوفي في 14 أغسطس 1971 في ملبورن في أستراليا.